# Маїтріпала Сірісена
Паллеватте Гамаралаге Майтріпала Япа Сірісена (синг. පල්ලෙවත්ත ගමරාලගේ මෛත්‍රීපාල යාපා සිරිසේන там. பல்லேவத்தை கமரலாலாகே மைத்திரிபால யாப்பா சிறிசேன; 3 вересня 1951, Юана, Британський Цейлон) — політик Шрі-Ланки, президент Шрі-Ланки (9 січня 2015 — 18 листопада 2019).

## Біографія

### Молоді роки
Маїтріпала Сірісена народився 3 вересня 1951 року в Юані на Цейлоні. Його батько — ветеран Другої світової війни Альберт Сірісена, за прем'єрства Д. С. Сенанаяке був нагороджений п'ятьма акрами рисових полів в Полоннаруве неподалік від озера Паракрама-Самудра. Його мати була вчителькою.
Маїтріпала отримав освіту у Королівському центральному коледжі Полоннаруви. Потім, впродовж трьох років він навчався в Сільськогосподарській школі Шрі-Ланки в Кундасалі в Канді. В 1980 році він отримав диплом в галузі політичних наук Літературного інституту імені А. М. Горького в СРСР.

### Початок політичної кар'єри
В 15 років зацікавився комунізмом, вступив в комуністичну партію Цейлона (маоїстську), в якій тісно співпрацював з генеральним секретарем Нагалінгамом Шанмугатасаном. У 1967 році Маїтріпала приєднався до Молодіжної Ліги Партії свободи в Полоннаруве. Впродовж всієї революції 1971 року, хоча й не брав у ній участі, відсидів у в'язниці в Баттікалоа за сфабрикованими звинуваченнями. Після звільнення і виправдання в 1972 році, працював в багатоцільовому кооперативі в Палугасдамі, а також був сільським офіцером. В 1978 році відвідав фестиваль молоді і студентів в Гавані (Куба), однак уряд не давав відпустки і він пішов у відставку з державної служби. У 1979 році став секретарем районної організації партії, в 1981 році — членом політбюро, а в 1983 році — президентом Молодіжної ліги всього острова. В тому ж році відвідав КНР.

### Кар'єра
На парламентських виборах 1989 року, Сірісена як один з кандидатів Партії свободи був обраний у Парламент від округу Полоннарува. С тих пір, він безперервно переобирався впродовж 18 років. На парламентських виборах 1994 року переміг як кандидат від партії «Народний альянс». Після цього, він був призначений заступником міністра іригації в новому уряді, на чолі якого була Чандріка Кумаратунга. В 1997 році Кумарунга призначила Сірісену на посаду міністра розвитку Махавелі. В серпні 2000 року він намагався стати генеральним секретарем Партії свободи, проте отримав поразку від С. Б. Діссанаяке, після чого був призначений його заступником. Сірісена переобирався в 2000 році і зберіг свій міністерський портфель. В жовтні 2001 року після втечі Діссанаяке в Об'єднану національну партію, Сірісена став генеральним секретарем Партії Свободи.
За результатами парламентських виборів 2001 року, Сірісена знову переобрався, однак Народний альянс отримав поразку і він втратив міністерську посаду. В 2004 році Партія свободи разом з Народним фронтом визволення сформувала політичний союз під назвою Об'єднаний народний альянс свободи, від якого Сірісена в тому ж році переобрався в парламент. В квітні 2004 року президент Кумаратунга призначила його міністром з розвитку Раджарати в новому уряді, а пізніше він був обраний лідером Палати. В червні 2005 року посада Сірісени стала називатись «міністр іригації, розвитку Махавелі і Раджарати», і в серпні він пішов у відставку з посади лідера палати.
Після президентських виборів 2005 року, обраний президент Махінда Раджапаксе в листопаді призначив Сірісену міністром сільського господарства, охорони довколишнього середовища, іригації і розвитку Махавелі. 27 березня 2006 року його власний секретар М. Л. Джармасірі був вбитий невідомими озброєними особами в Аранангауілі. Після перестановок в кабінеті міністрів в січні 2007 року, Сірісена був призначений міністром сільськогосподарського розвитку і аграрних послуг. 9 жовтня 2008 року Сірісена був атакований терористом-смертником з угрупування «Тигри звільнення Таміл-Ілама» в районі Борелесгамува в Коломбо. В результаті вибуху загинула одна людина і сім отримали поранення. Сірісена був переобраний на парламентських виборах 2010 року і в квітні був призначений міністром охорони здоров'я.

### Кандидат в президенти
Після спекуляцій в ЗМІ, 21 листопада 2014 року Сірісена зробив заяву, що виходить зі складу уряду, і виступить проти діючого президента Раджапаксе на президентських виборах 2015 року як кандидат від загальної опозиції. Раджпаксе пізніше зробив заяву, що цей крок став «ударом ножем у спину». Сірісена аргументував свої наміри тим, що в Шрі-Ланці все контролюється однією сім'єю і що країна рахується до диктатури нестримної корупції, кумовства і порушення панування права. У вапидку своєї перемоги, він обіцяв впродовж 100 днів з моменту обрання прибрати виконавче президентство, відмінити суперечливу вісімнадцяту і повернути сімнадцяту поправку, а також призначити лідера ОНП Раніла Вікрамасінгхе на пост прем'єр-міністра.
Сірісена отримав підтримку головної опозиційної партії ОНП, Національного альянсу тамілів, попереднього президента Чандріки Кумаратунги і кількох депутатів від ОНАС, які пішли разом з ним: Думінда Діссанаяке, Васанта Сенанаяке, Раджітха Сенарате, Раджіва Віджесінха. Після заяви Сірісени про свої наміри, він і кілька інших міністрів, які його підтримали, були звільнені зі своїх посад, виключені з партії свободи, у них забрали службові автомобілі і знята охорона.
За попередніми підсумками виборів, які були оголошені 9 січня 2015 року — на наступний день голосування, Сірісена отримав 51,3 %, а Раджапаксе — 46,9 %. Не дочекавшись остаточних результатів, Раджапаксе визнав свою поразку і пообіцяв забезпечити «плавний перехід влади за побажанням народу».

### Посада президента Шрі-Ланки
9 січня Сірісена склав президентську присягу перед членом Верховного суду Канагасабапаті Сріпаваном, зауваживши, що не буде у майбутньому балотуватись на другий термін. Сірісена пообіцяв захистити свободу слова, закликав всіх своїх політичних опонентів колишнього режиму повернутись на батьківщину, розпорядився зняти обмеження на діяльність опозиційних вебсайтів, а також пообіцяв зупинити стеження за журналістами і політиками. Таким чином, він став 7-м президентом Шрі-Ланки і призначив Раніла Вікрамасінгхена на посаду прем'єр-міністра.
Після виборів, на бік Сірісени, якого підтримували 89 депутатів з 225 членів парламенту, перейшли понад 40 парламентарів з партії Раджапакси. В той же час, представник президента Раджітха Сенарате на прес-конференції в Коломбо повідомив про те, що Раджапаксе погодився піти зі своєї посади тільки після того, як головнокомандувач армії і начальник поліції відмовились сприяти йому в збереженні влади, в результаті чого буде проведене розслідування «спроби перевороту».